# 衍香楼
衍香楼位于中国福建省龙岩市永定区湖坑镇新南村。2001年1月20日公布为福建省文物保护单位。 2008年作为福建土楼的典型代表之一被列为世界文化遗产。2013年3月5日公布为第七批全国重点文物保护单位。
衍香楼建于清道光年间 (1842年)，为一个圆形土楼，楼体直径40米，楼高4层，每层34间，共136房间，按八卦样式构建，楼内庭是仿府第式建筑，中央为祖堂，楼外有围墙环绕，西侧建有高2层学堂。衍香楼为苏姓族人民居，楼名取自“繁衍子孙昌盛发达，书香门第世代流传”。
- 远眺衍香楼
- 衍香楼正门
- 衍香楼内景
- 内庭仿府第建筑
- 衍香楼简介与文保碑